# Б-826 «Ярославский комсомолец»
Б-26 (Б-826) «Ярославский комсомолец» (1965—2003) — советская подводная лодка проекта 641.

## История
16 мая 1965 года заложена на эллинге судостроительного завода № 196 «Судомех» в Ленинграде. 10 октября 1965 года спущена на воду, после чего переведена по внутренним водам на сдаточную базу завода в Северодвинск, где прошла сдаточные испытания. 24 марта 1966 года вступила в строй с бортовым номером Б-26. 27 января 1965 года Б-26 зачислена в списки кораблей ВМФ.
В 1964 году руководство Ярославской области обратилось к командованию Северного флота с просьбой восстановить шефские связи с подводниками. 15 февраля 1965 года ПЛ Б-26 было присвоено наименование «Ярославский комсомолец».
Базировалась в Екатерининской гавани города Полярный в составе 161-й бригады 4-й эскадры подводных лодок Северного флота.
В начале 1969 года в составе отряда боевых кораблей под командованием начальника штаба 5-й ОпЭск ВМФ кап. 1 ранга В. В. Платонова находилась у побережья Ганы (с целью давления на правительство Ганы по освобождению двух захваченных траулеров и их команд). За время своего нахождения в районе отряд выполнил два официальных дружественных визита: 15-20 февраля в Конакри (Гвинея) и 5-10 марта в Лагос (Нигерия);
2 апреля 1970 года переименована в Б-826.
1970 год — 1971 год
боевая служба в составе 211-й БрПЛ в Средиземном море;
1972 год 6 мая — 29 ноября
боевая служба в составе 211-й БрПЛ в Средиземном море;
1972 год ноябрь
Прибыла в п. Тартус (Сирийская Арабская Республика) для межпоходового ремонта и отдыха личного состава. Ремонт продолжался в течение месяца);
1975—1976 г.г. боевая служба в Средиземном море.
С 22 ноября 1977 года по 9 июля 1978 года: Б-826 «Ярославский комсомолец» вместе с подлодкой Б-4 «Челябинский комсомолец» и научно-исследовательским судном «Полюс» с задачей замера гравиметрического поля Земли ходила в южные широты Атлантического и Индийского океанов, были посещены порты Конакри (Гвинея), Луанда (Ангола) и Порт-Луи (Маврикий).
В 1979—1980 гг. проходила средний ремонт в Кронштадте, где имело место опрокидывание лодки в сухом доке. Старший помощник командира и командир БЧ-5 потеряли по «звёздочке». В сентябре 1980 г. ПЛ «Ярославский комсомолец» осуществила переход в транспортном доке по Беломоро-Балтийскому каналу в Белое море и возвратилась к месту постоянного базирования в г. Полярный.
С 23 января по 29 сентября 1982 г. в течение 8 месяцев находилась на боевой службе в Южной Атлантике.
Дважды выходила из Конакри (Гвинея) на перехват британских конвоев, возвращавшихся от Фолклендских островов. На вооружении имела 22 торпеды, из них 2 — с ядерными боеголовками. На рейде Конакри ПЛ «Ярославский комсомолец» осуществляла морскую блокаду Гвинеи с целью недопущения высадки сил оппозиции на берег во время демократических  выборов 1982 года, когда президентом был выбран Теодоро Обианг Нгема Мбасого, по состоянию на 2021 год до сих пор остающийся в должности. Выполняя задачи боевой службы, осуществила заходы в порты Луанда (Ангола) и Лагос (Нигерия).
В 1983 году обеспечивала стрельбы подводных ракетоносцев в Баренцевом море. В 1984—1985, 1986—1987 и 1988 (заход в порт Тунис) годах выполняла боевые задачи в Средиземном море.
Проходила ремонт на СРЗ «Севморпуть» в посёлке Роста в Мурманске в 1974 году, на КМОЛЗ в Кронштадте в 1979—1980 годах, на заводе «Савва Ковачевич» в г. Тиват (Югославия) в 1984 году.
19 августа 1990 года при производстве замеров в Мотовском заливе, командир ПЛ кап.2р. Семьянских В. А., нарушив утверждённую схему маневрирования, допустил опасное сближение со стоящим на якоре судном «СФП-240», в результате чего в 11:32 ПЛ по инерции переднего хода произвела навал на корму судна. Удар оказался скользящим и не привел к тяжелым последствиям для «СФП-240». Но ПЛ, получившая повреждения обтекателей ГАС, в дальнейшем не восстанавливалась;
24 июня 1991 года «Ярославский комсомолец» был выведен из боевого состава ВМФ, поставлен на отстой в Екатерининской гавани. 31 декабря 1992 г. был расформирован экипаж. В 1996 году отбуксирована и поставлена на отстой в губе Сайда. Около 2003 года на судоразделочной базе в посёлке Белокаменка частным предприятием разделана на металл.